# Peridroma postventa
Peridroma postventa là một loài bướm đêm trong họ Noctuidae.